# Futbalový štadión Báč
Futbalový štadión Báč – stadion piłkarski w miejscowości Báč, na Słowacji. Obiekt może pomieścić 2200 widzów. W przeszłości swoje spotkania rozgrywali na nim piłkarze klubu FC Družstevník Báč. W latach 2003–2006 stadion gościł mecze słowackiej II ligi z udziałem tego zespołu. Po sezonie 2005/2006 klub ten wycofał się z rozgrywek, a obiekt pozostał opuszczony i wyniszczał.